# Phares de Duncannon
Les phares de Duncanon étaient une paire de phare située à Duncannon dans le Comté de Wexford (Irlande). Ils signalaient l'entrée du port de Waterford au fond du Waterford Harbour dans l'embouchure des The Tree Sisters.

Seul le feu maritime de celui du Fort Duncannon est encore en activité. Il est exploité par les autorités portuaires de Waterford.

## Histoire

### Phare du Fort Duncannon
La date de construction du phare avant au Fort Duncannon n'est pas connue mais son activité a été établie 1774. La tour ronde de 7,5 m de haut est peinte en blanc et se situe devant les murs du fort.
Le phare est encore en activité. Son feu est à 13 m au-dessus du niveau de la mer. C'est une lumière directionnelle : blanc, rouge, ou vert selon direction, 3 s sur 1 s. Il servait de feu avant quand celui de Duncannon Nord servait de feu arrière.
Le Fort Duncannon date du XVe siècle et il est resté à utilisation militaire jusqu'à 1986. La propriété du fort a été transférée à l'autorité du comté de Wexford en 1993. Le fort est ouvert aux visites de juin à août, mais la zone autour de la tour est close. Il se trouve sur le côté est du Waterford Harbour, à environ 20 km au nord du phare de Hook.

### Phare de Duncannon Nord

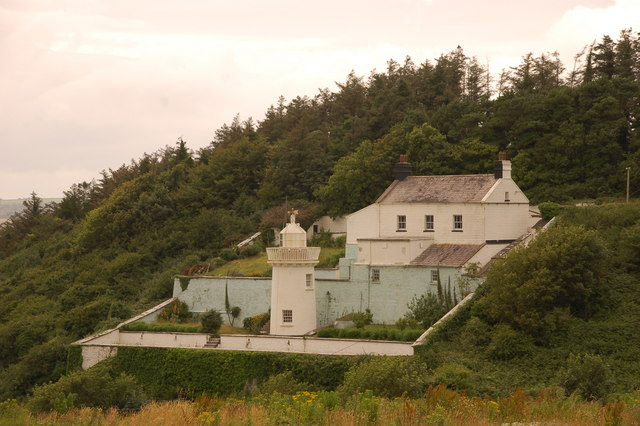
Phare nord désaffecté

Le phare arrière a été construit en 1838. Il se trouve à environ 1 km au nord du Fort Duncannon. La tour ronde, en pierre, est haute de 10.5 m et est peinte en blanc. Elle porte une lanterne et une galerie. La maison du gardien n'a qu'un seul étage et elle est accompagnée d'autres constructions ceinte par un mur en pierre.

Le phare est inactif depuis 2006. La propriété a été vendue et l'ensemble est maintenant utilisé comme une maison de vacances.